# Milan Aćimović
Milan Aćimović (Pinosava, 31. svibnja 1898. – Zelengora, svibnja 1945.), srpski političar prije i tijekom Drugog svjetskog rata. Bio je na čelu Komesarskog vijeća tijekom 1941. godine, prve kolaboracionističke srpske vlade nakon Travanjskog rata. Po struci je bio kriminolog. Prije Drugog svjetskog rata bio je načelnik beogradske policije. Od 21. prosinca 1938. bio je ministar unutarnjih poslova u vladi Milana Stojadinovića. Aćimović je bio žestoki protukomunist i pronjemački orijentiran. Prije izbijanja rata bio je u kontaktima s njemačkim obavještajnim službama. Dvanaest dana poslije kraja Travanjskog rata, 1. svibnja 1941., postavljen je na čelo Komesarske uprave. Na čelu tog tijela bio je do 29. kolovoza kad ju je nadomjestila Vlada narodnog spasa Milana Nedića, u kojoj je Aćimović bio ministrar unutarnjih poslova. Dužnost je obnašao do 10. studenoga 1942. godine. Od početka njemačke okupacije surađivao je Aćimović s četničkim pokretom Dragoljuba Mihailovića. Nakon što je smijenjen s dužnosti, bio je veza između Mihailovića, Nedića i Hermanna Neubachera radi objedinjavanja svih snaga protiv partizana. Poginuo je povlačeći se s četnicima u bitci na Zelengori svibnja 1945.